# Троян (община)
Троян (болг. Община Троян) — община в Болгарии. Входит в состав Ловечской области. Население составляет 37 842 человека (на 21.07.05 г.).
Площадь территории 893 км², средняя высота 400 м над уровнем моря.

## Состав общины
В состав общины входят следующие населённые пункты:
1. Балабанско
2. Балканец
3. Бели-Осым
4. Белиш
5. Борима
6. Врабево
7. Голяма-Желязна
8. Горно-Трапе
9. Гумоштник
10. Дебнево
11. Добродан
12. Дылбок-Дол
13. Калейца
14. Ломец
15. Орешак
16. Патрешко
17. Старо-Село
18. Терзийско
19. Троян
20. Черни-Осым
21. Чифлик
22. Шипково